# 罗马尼亚人团结联盟
罗马尼亚人团结联盟（缩写为AUR）是罗马尼亚的一个右翼民族主义政党，成立于2019年12月1日，在2020年议会选举中在参众两院均取得超过9%的选票，超过5%的门槛成功进入罗马尼亚议会。

## 历史
该党于2019年12月1日国家统一日成立于阿尔巴尤利亚，象征着罗马尼亚统一的城市。领导人乔治·西蒙称该党打算参加2020年罗马尼亚地方选举和立法选举。
2020年6月26日，该党谴责罗马尼亚当局对塞尔维亚和乌克兰境内罗马尼亚人的少数民族权利漠不关心，并宣布一旦进入议会，它将全力支持这些权利。两天后，该党在苏联占领比萨拉比亚、北布科维纳和赫尔扎地区80周年纪念日谴责了侵略行为，宣称“我们有义务夺回我们的国家”。
截至7月11日，该党在欧洲和北美为罗马尼亚侨民设立了22个分支机构。第一个分支机构在英国的伍尔弗汉普顿建立。
该党是罗马尼亚唯一一个表示支持唐纳德·特朗普的政党。

### 2020年罗马尼亚地方选举
在2020年罗马尼亚地方选举中，该党赢得了3个市长职位，分别为阿马拉、普费什蒂和长谷。

### 2020年罗马尼亚国会选举
在2020年羅馬尼亞議會選舉中，该党获得了高比例的选票，被称为罗马尼亚的“惊喜”。结果也增加了该党在互联网上的知名度。
该党在意大利的罗马尼亚人中排名第一，意大利拥有最大的罗马尼亚侨民群体，在法国的罗马尼亚人和西班牙的罗马尼亚人中紧随其后。它在塞浦路斯也取得了第一名。
该党的总理候选人是卡林·乔治斯库，他在联合国工作了17年。
根据该党发布的一份声明，在2020年12月7日至8日期间，仅24小时就有15000名罗马尼亚人加入了该党。根据同一份声明，该党在2020－2024年罗马尼亚议会中将有46名议员。

## 意识形态
根据罗马尼亚统一联盟的官方网站，该党的最终目标是实现所有罗马尼亚人的统一，“无论他们身在何处，无论他们在布加勒斯特、雅西、蒂米什瓦拉、切尔诺夫策，在蒂莫克山谷、意大利或西班牙”。党有四个主要的价值观：家庭、国家、基督教信仰和自由。他们自称为“教会的捍卫者”。该党反对所谓的性别意识形态，认为一个国家“除非培育出普通家庭的经典模式”，否则就没有生存的机会。
该党的代表在社交媒体上很受欢迎，因为他们反对政府在COVID-19大流行期间采取的措施。戴安娜·索索卡（Diana Sosoaca）等主要成员通过宣传与COVID有关的阴谋论，赢得了数以千计追随者。该党的宣言反对世俗主义，谴责无神论，同时声称基督教徒在罗马尼亚受到迫害。该党一直批评匈牙利人在罗马尼亚的地方自治对该国中部的罗马尼亚少数民族的权利的影响，导致人们指责他们有匈牙利恐惧症。喬治·西米翁将波兰执政党法律与公正作为自己的榜样之一。
该党希望罗马尼亚成为欧盟中东欧地区的领导者，并将摩尔多瓦共和国并入罗马尼亚。该党支持北约，认为将摩尔多瓦并入罗马尼亚将加强北约的东侧力量。
该党希望确保罗马尼亚能源自给自足，起诉那些被认为管理不善的后共产私有化项目的负责人，并通过禁止出口未加工木材打击非法砍伐。

## 政治纲领
该党支持的国家的项目包括水、食物、能源。该党还计划为教育和卫生系统提供大量优先资金。他们希望通过支持家庭农场来实现罗马尼亚乡村的复兴，他们也支持罗马尼亚的公司。通过逐步大幅减少对有子女家庭的税收，支持家庭并鼓励出生率。大幅减少官僚主义、公共行政数字化和国家机构数据库互联。制止非法采伐和原木出口。采取必要措施，使情报部门不再参与政治生活。国家的自然资源私有化和其他主要的私有化行为被重新开放。采取立法和行政手段，追回腐败行为和没收非法资产造成的损害。

## 选举历史

### 羅馬尼亞国会选举
| 选举   | 众议院    | 众议院 | 众议院   | 参议院    | 参议院 | 参议院   | 排名  | 政府                                                                 |
| 选举   | 得票      | 得票率 | 席位     | 得票      | 得票率 | 席位     | 排名  | 政府                                                                 |
| ------ | --------- | ------ | -------- | --------- | ------ | -------- | ----- | -------------------------------------------------------------------- |
| 2020年 | 535,828   | 9.08%  | 33 / 330 | 541,935   | 9.17%  | 14 / 136 | 第4位 | 反对PNL-USR-PLUS-UDMR政府                                            |
| 2024年 | 1,665,143 | 18.01% | 63 / 331 | 1,694,705 | 18.30% | 28 / 136 | 第2位 | 反对社會民主黨-国家自由党-罗马尼亚匈牙利人民主联盟政府（2024年至今） |

### 摩爾多瓦議會選舉
| 选举   | 得票  | 得票率 | 席位    | 排名   | 政府       |
| ------ | ----- | ------ | ------- | ------ | ---------- |
| 2021年 | 7,216 | 0.49%  | 0 / 101 | 第10位 | 議會外政黨 |